# قسطنطين شيوينجا
قسطنطين شيوينجا (مواليد 25 أغسطس 1956) هو سياسي زيمبابوي وقائد سابق في الجيش،يشغل حالياً منصب نائب رئيس الجمهورية ووزير الصحة.